# Proosdij van Sint-Servaas

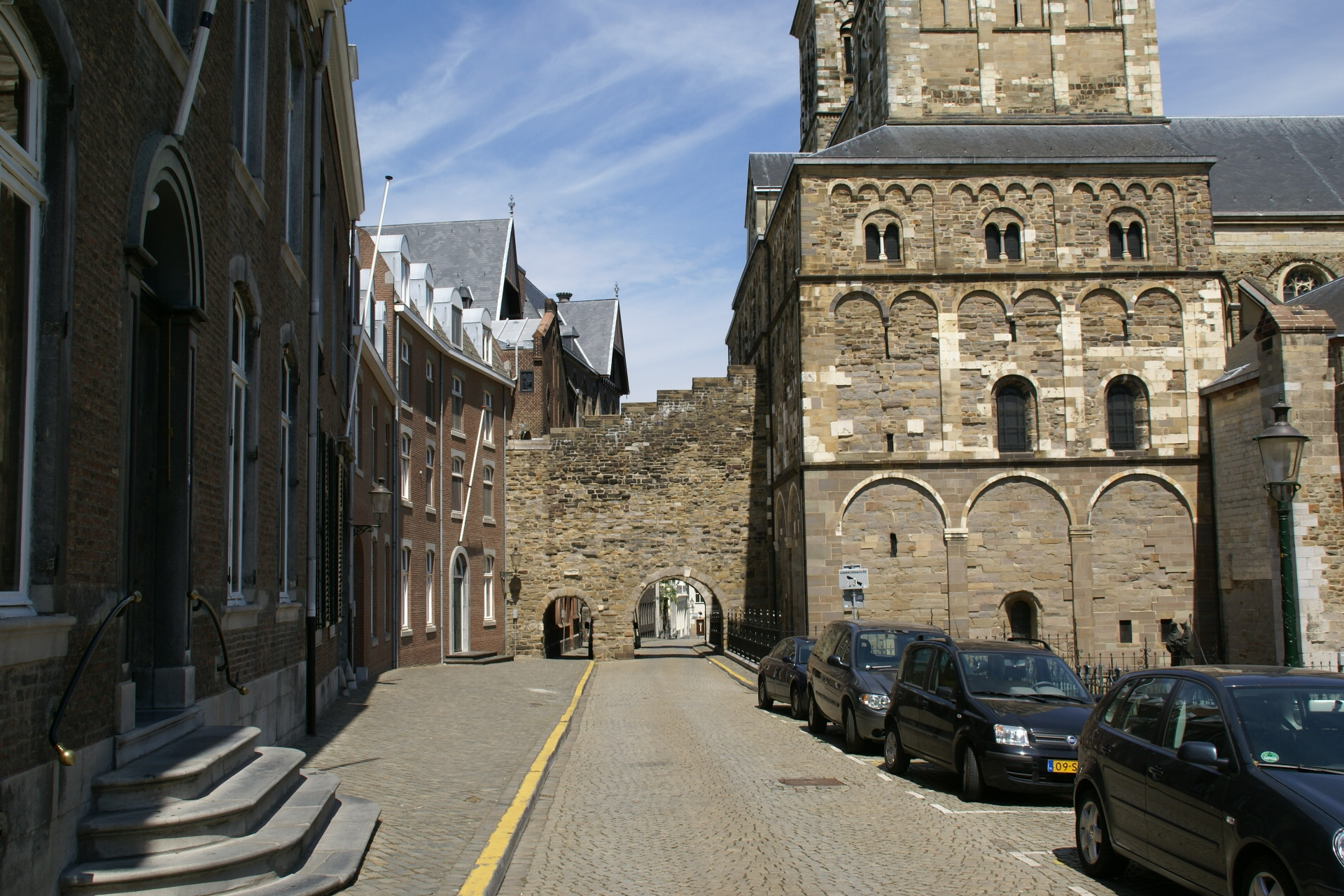
De straat Sint Servaasklooster met klooster Onder de Bogen (links), steunbogen (midden) en westwerk St-Servaaskerk (rechts)

De proosdij van Sint-Servaas was een instelling die vanaf de middeleeuwen tot aan het eind van het ancien régime het bestuur en de rechtspraak uitoefende over de bezittingen van het kapittel van Sint-Servaas te Maastricht. Vanaf de 13e eeuw functioneerde de proosdij min of meer als een zelfstandige instelling naast het kapittel, dat zich voornamelijk bezighield met de geestelijke zaken in de Sint-Servaaskerk. De Proosdij van Sint-Servaas is tevens de benaming van het gebouwencomplex, waar het bestuur en de rechtspraak van de proosdij zetelden, en waar zich de ambtswoning van de proost bevond. Dit complex is deels behouden en is een rijksmonument.

## Geschiedenis proosdij
De proosdij was aanvankelijk de ambtswoning van de proost van het kapittel. De proosdij ligt direct achter de Sint-Servaaskerk en is daarmee verbonden door de 12e of 13e-eeuwse westwerkbogen, die over de straat Sint Servaasklooster reiken. Via een niet meer bestaande overdekte houten loopbrug langs de binnenkant van de noordelijke steunboog kon de proost ongezien in zijn privékapel (de Sint-Agathakapel) in het westwerk van de kerk komen.
In de achttiende eeuw zouden de proosten verhuisd zijn naar een statig huis aan het Henric van Veldekeplein, het zogenaamde 'paleis van de hoogproost', maar daarvoor bestaat geen bewijs. De proosdij fungeerde vanouds als het centrale administratiegebouw van waaruit het kapittelbezit, dat in de loop der tijden door schenkingen was verkregen, werd bestierd. Het grondbezit van het kapittel strekte zich uit van het huidige Noord-Brabant en het gebied rondom Leuven tot aan de Rijn, de Moezel en de Ahr, met een kerngebied in de huidige Belgische provincie Limburg, ten westen van Maastricht. Voor de administratie van al die verspreid liggende gebieden (ca. 2000 ha.), het innen van de pacht (in de vorm van graan) en cijns (geld en kapoenen), stelde de proosdij enkele kanunniken aan als rijproost.
In 1232 vond onder proost Otto van Everstein een boedelscheiding plaats tussen de proosdij en het kapittel van Sint-Servaas, waarbij de proost twee prebenden kreeg toegewezen, zijn eigen ambtswoning (de proosdij), eigen landerijen, de helft van de inkomsten van de tol op de Maasbrug en andere inkomsten. Van de zogenaamde elf banken van Sint-Servaas werden er twee, Tweebergen en Mechelen-aan-de-Maas, toegewezen aan de proost; de andere heerlijkheden hoorden bij het bezit van het kapittel. Uit bewaard gebleven rekeningen van de proosdij uit 1541 en 1551 blijkt dat de proosdij de meeste inkomsten verkreeg door pachten, tienden, cijnzen en andere heffingen. Een andere bron van inkomsten vormde de overdracht van leengoed, waarvoor de proost de beschikking had over een eigen laathof, de Hoge Leenzaal. Verder beschikte de proost over de collatie van enkele kerken: Mechelen, Berneau, Achel, Dinther, Ravels en Zichen, wat eveneens geld opbracht. In 1565 werd de jaaropbrengst van de proosdij geschat op 1500 gulden.
Na 1632 ging het recht om de proosten te benoemen over van de hertog van Brabant op de Staten Generaal van de Republiek der Zeven Verenigde Nederlanden. In die tijd werd het proostschap verkocht aan de hoogstbiedende. De eerste proost die door de Staten Generaal werd benoemd was Oswald Willem van Brederode van Bolswart (1659-64), die werd opgevolgd door zijn broer Jan Adolf van Brederode van Bolswart (1664-1702). Deze laatste liet twee nieuwe vleugels bouwen in de lokale stijl van de Maaslandse renaissance. Volgens een lokale mythe zouden de proosten in de 18e eeuw niet meer in de proosdij hebben gewoond, maar in een nabijgelegen luxueus hôtel particulier, het pand Henric van Veldekeplein 29-31. Wel is zeker dat ze toen beschikten over een eigen kasteel in Mechelen-aan-de-Maas, de Hof van Oensel.

## Einde proosdij; Zusters Onder de Bogen

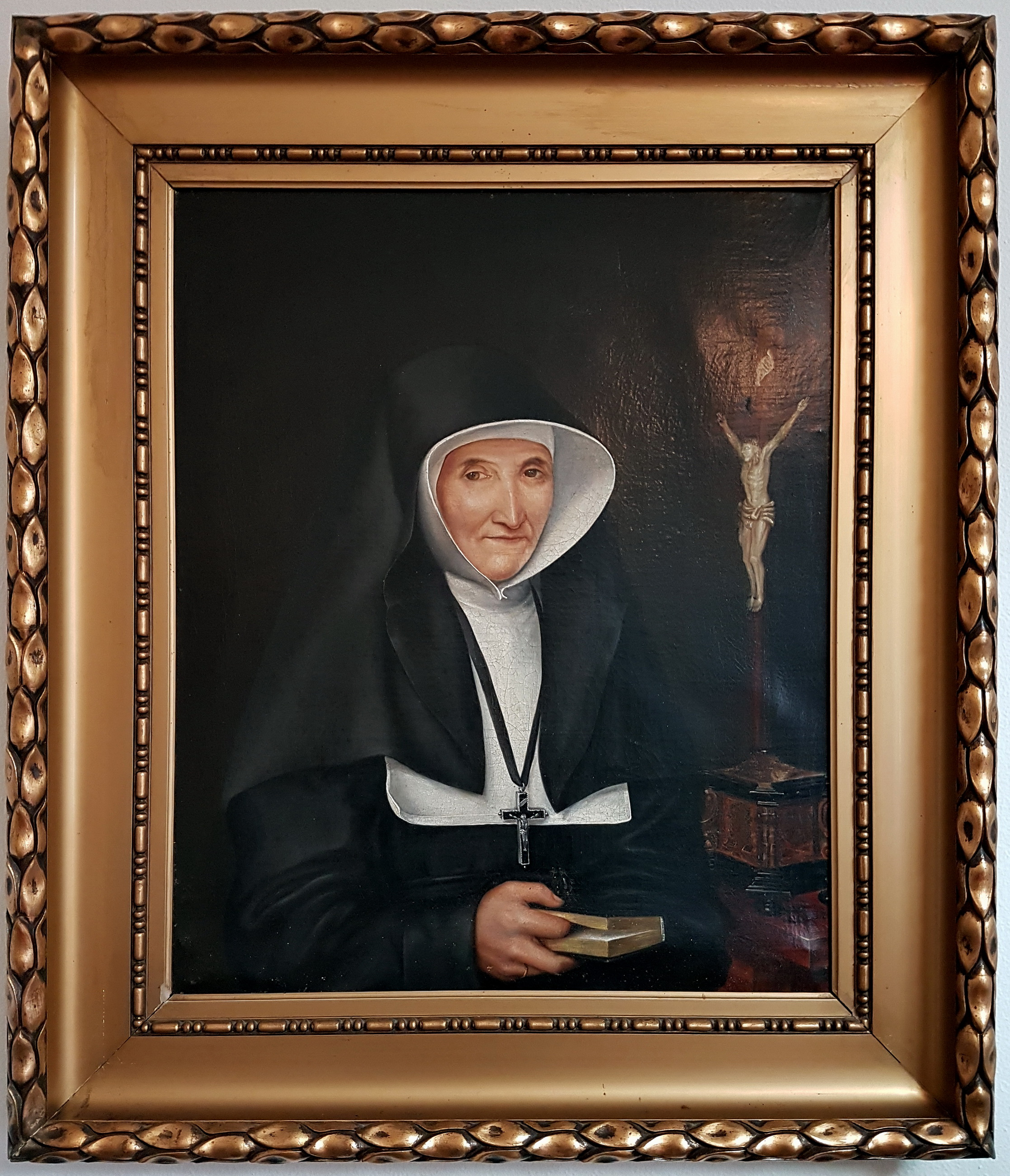
Elisabeth Gruyters

Na de verovering van Maastricht door de Franse revolutionaire legers in 1794, werd het kapittel en de proosdij opgeheven. De laatste proost, T.W.J. van Wassenaar-Warmond, werd in 1797 gevangengenomen en naar Frankrijk gedeporteerd, omdat hij de eed van trouw weigerde af te leggen. De elf banken van Sint-Servaas werden ingelijfd bij het Departement Nedermaas en de door kapittel en proosdij verpachte landerijen werden openbaar verkocht. In 1798 vestigde zich in het proosdijgebouw de Dienst der Nationale Domeinen. In 1812 werd het gebouw verkocht aan een zekere Ch. Barbaix uit Hoei. Na het vertrek van de Fransen werd het pand bewoond door het gezin van kolonel Friedrich Ludwich Behr, zijn echtgenote Thérèse de Milly en hun elf kinderen.
In 1845 verkocht de weduwe Behr de proosdij aan de Liefdezusters van de Heilige Carolus Borromeus, een door Elisabeth Gruyters gestichte kloostercongregatie. De congregatie bestond in 1845 uit 24 zusters, maar groeide daarna zeer voorspoedig. In enkele tientallen jaren tijd werd het gehele terrein tussen Sint Servaasklooster en Kommel bebouwd met verblijven voor de zusters, gastenverblijven, een neogotische kerk, keukens, een bakkerij, scholen en verzorgingsinstellingen. Tegenwoordig wordt een groot deel van het complex benut als moederhuis van de congregatie, als verzorgingstehuis voor bejaarde en hulpbehoevende religieuzen, als retraitehuis voor ordeleden uit derde wereldlanden en als bezinningshuis.

## Erfgoed
Op het uitgestrekte terrein van het Klooster van de Zusters Onder de Bogen bevinden zich, ondanks de vele verbouwingen en uitbreidingen, enkele restanten van de voormalige proosdij. Het proosdijcomplex was ooit voorzien van een ruime voorhof en tuinen. Een deel daarvan is tegenwoordig bebouwd, maar aan weerszijden van de walmuur, ter plaatse Boichgraeve genoemd, ligt een parkachtige kloostertuin.

### Hoge Leenzaal
Het oudste gebouw van de proosdij, de zogenaamde Hoge Leenzaal, stamt waarschijnlijk uit de 12e of 13e eeuw en is door middel van zware steunbogen verbonden met het westwerk van de Sint-Servaasbasiliek. Van de romaanse en deels vroeggotische Hoge Leenzaal zijn alleen de voorgevel aan het Sint Servaasklooster en een muurgedeelte van de zuidgevel met enkele keldergewelven bewaard gebleven. De voorgevel van kolenzandsteen heeft twee vensterassen met op de eerste bouwlaag hardstenen kruiskozijnen en in de tweede bouwlaag twee spitsboogvensters met natuurstenen venstertraceringen en geprofileerde lijsten. De resterende delen van de zaal werden in 1909-10 geïncorporeerd in de nieuwbouw van het Noviciaatshuis van de Zusters Onder de Bogen. Op de tweede verdieping is in een recreatiezaal het dichtgemetselde "proostenpoortje" te zien, vroeger de doorgang naar de houten luchtbrug over het Sint Servaasklooster.

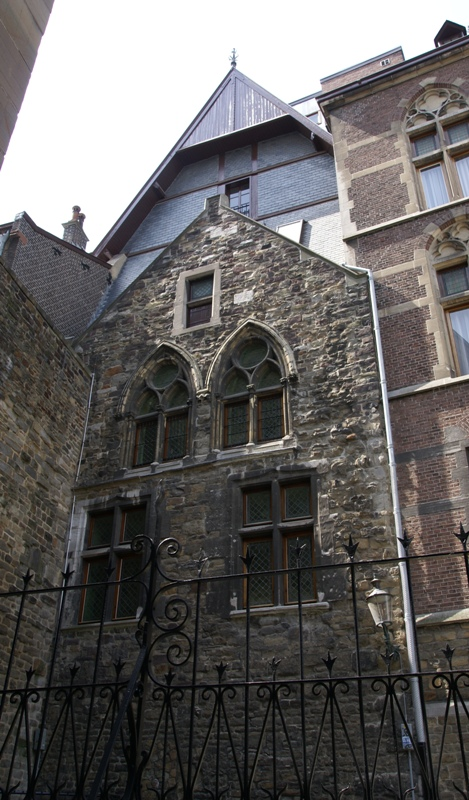
Hoge Leenzaal, voorgevel
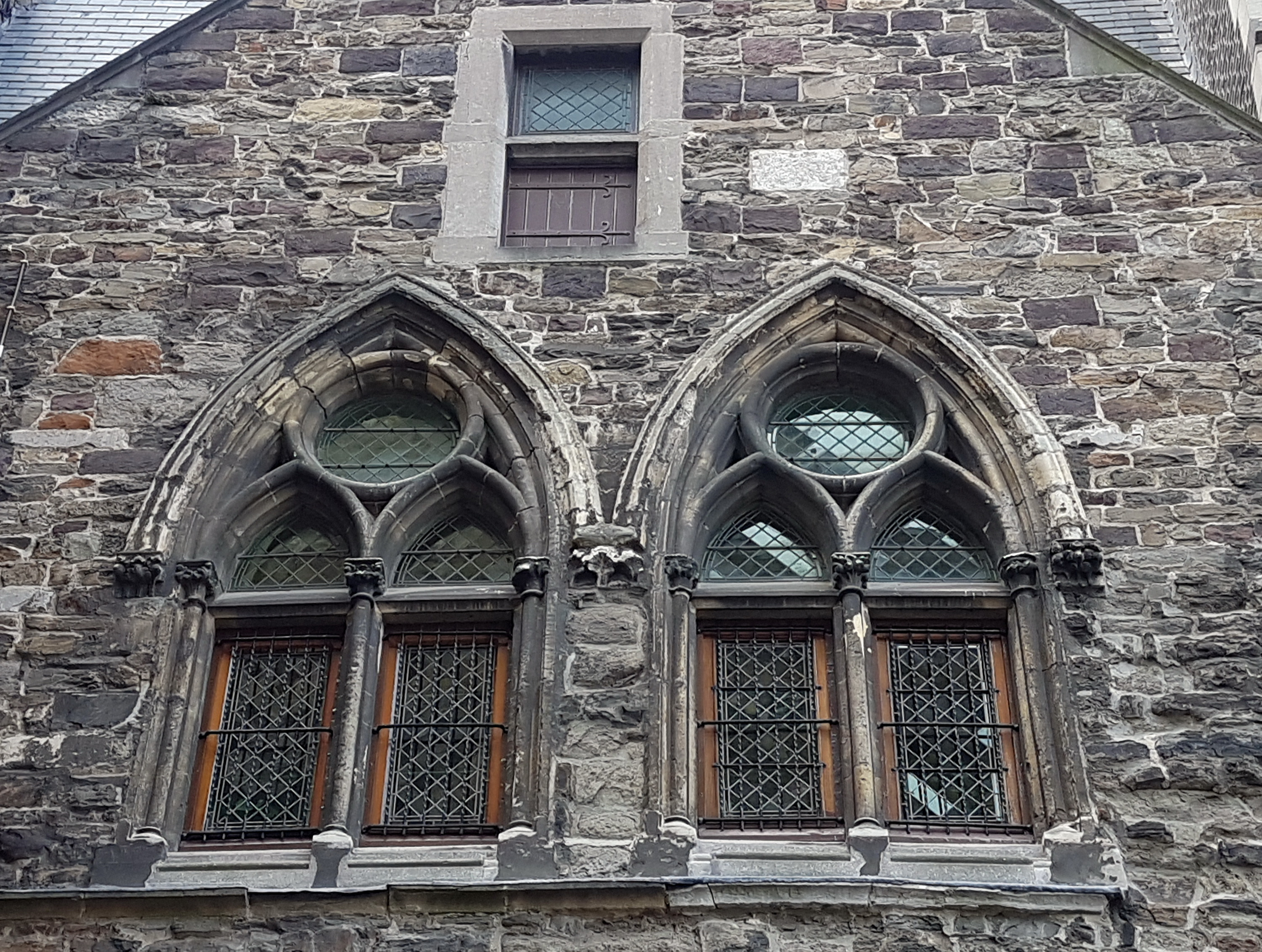
Gotische vensters met maaswerk
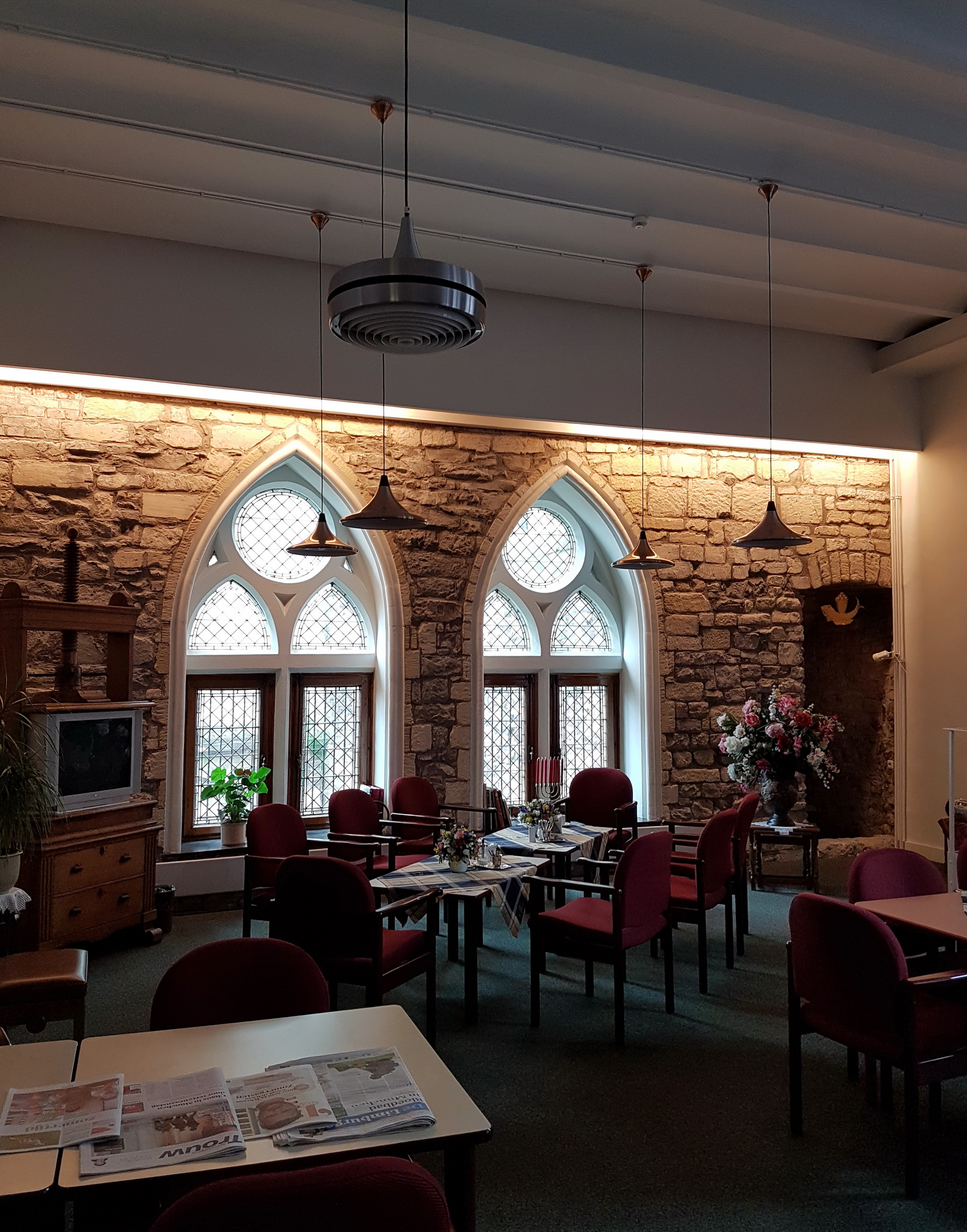
Interieur met proostenpoortje (rechts in de hoek)
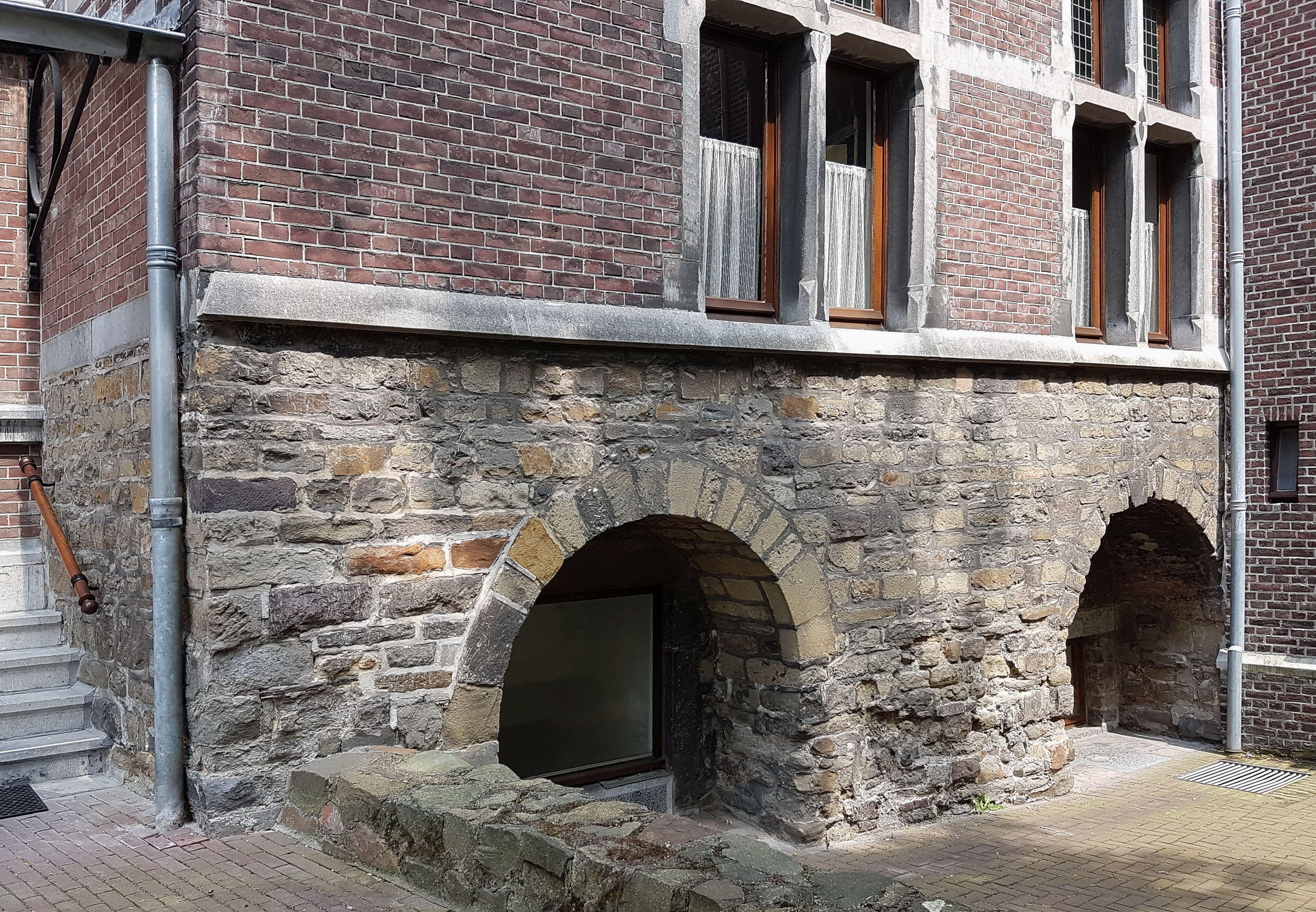
Keldergewelven op de binnenplaats

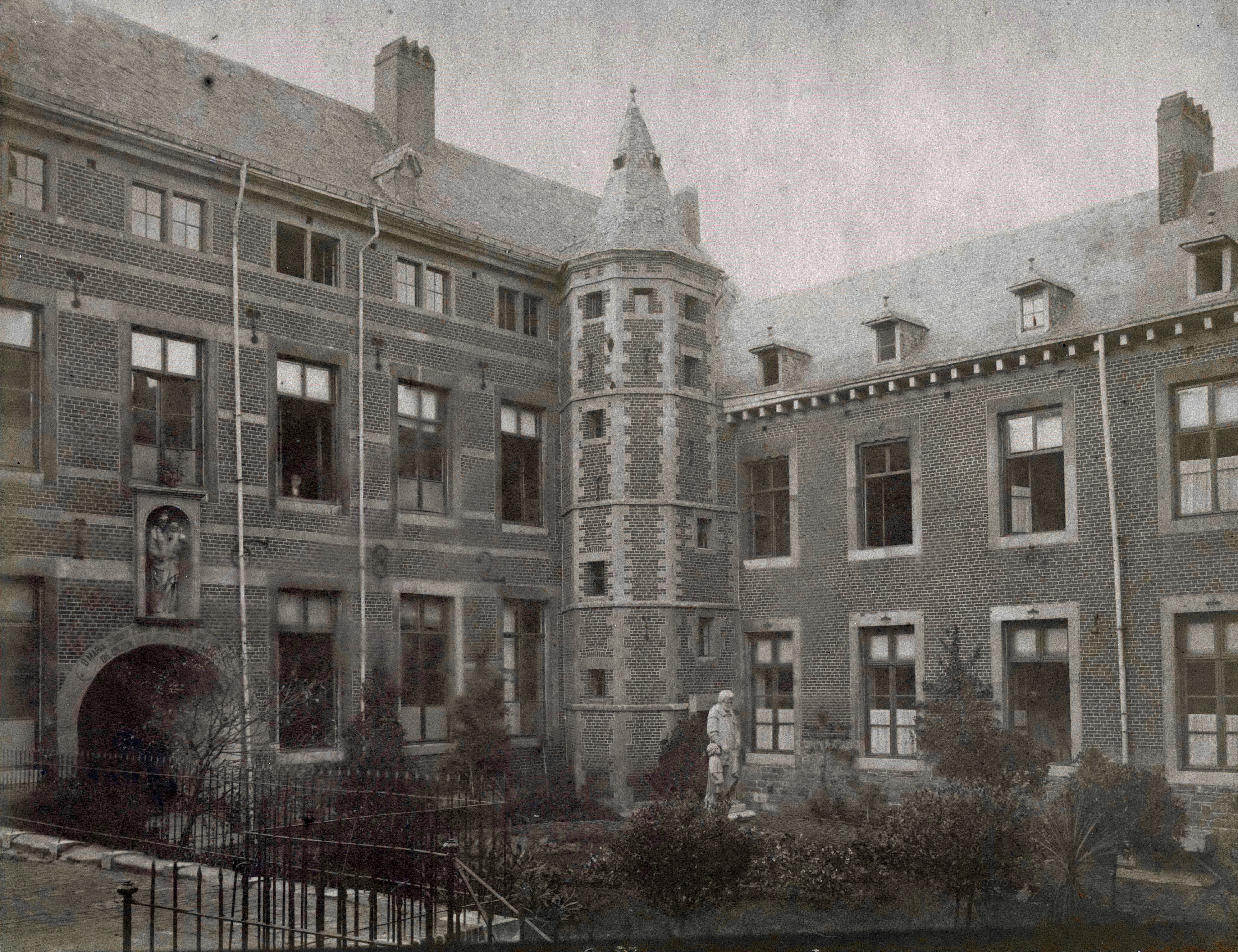
Proosdijgebouw in 1898

### Proosdijgebouw uit 1682
Aansluitend op het noviciaatsgebouw bevindt zich aan de kloosterhofzijde de voormalige ambtswoning van de proost, omstreeks 1682 in opdracht van proost Jan Adolf van Brederode van Bolswart gebouwd in de lokale bouwtrant van de Maaslandse renaissance. In de zuidvleugel is waarschijnlijk al vroeg in de 19e eeuw een rondbogige poort aangebracht, die sinds 1901 toegang geeft tot de achtergelegen kloosterkerk. Op deze vleugel is het jaartal 1682 in muurankers aangebracht. In de oksel van het noviciaatsgebouw en het 17e-eeuwse gebouw bevindt zich een traptoren met spits, eveneens in Maaslandse renaissancestijl. Rond 1910 werd het klooster sterk uitgebreid, waarbij de zuidvleugel en de traptoren werden verhoogd en de oostvleugel vrijwel geheel werd vernieuwd.

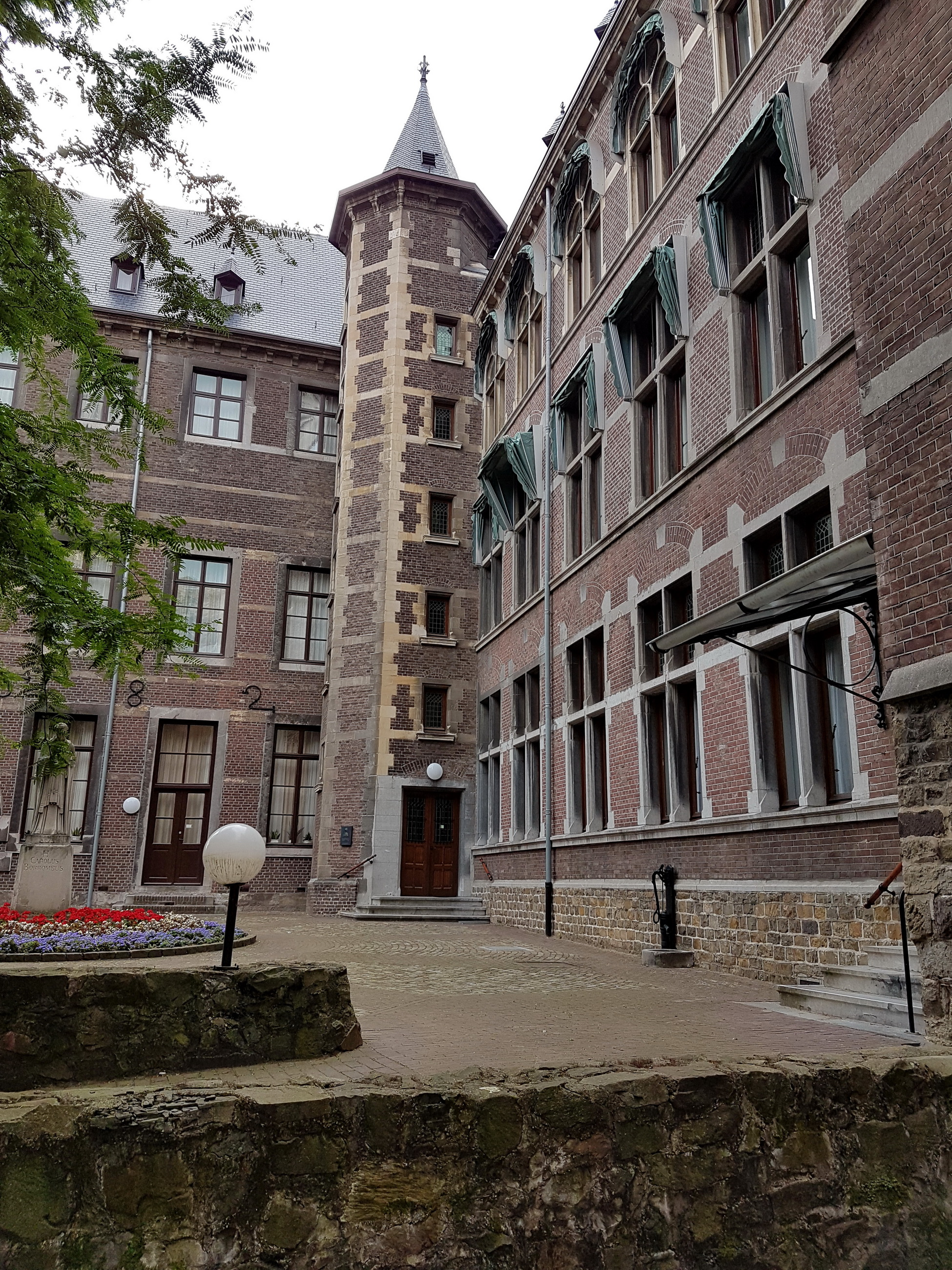
Overzicht kloosterhof met proosdijvleugels
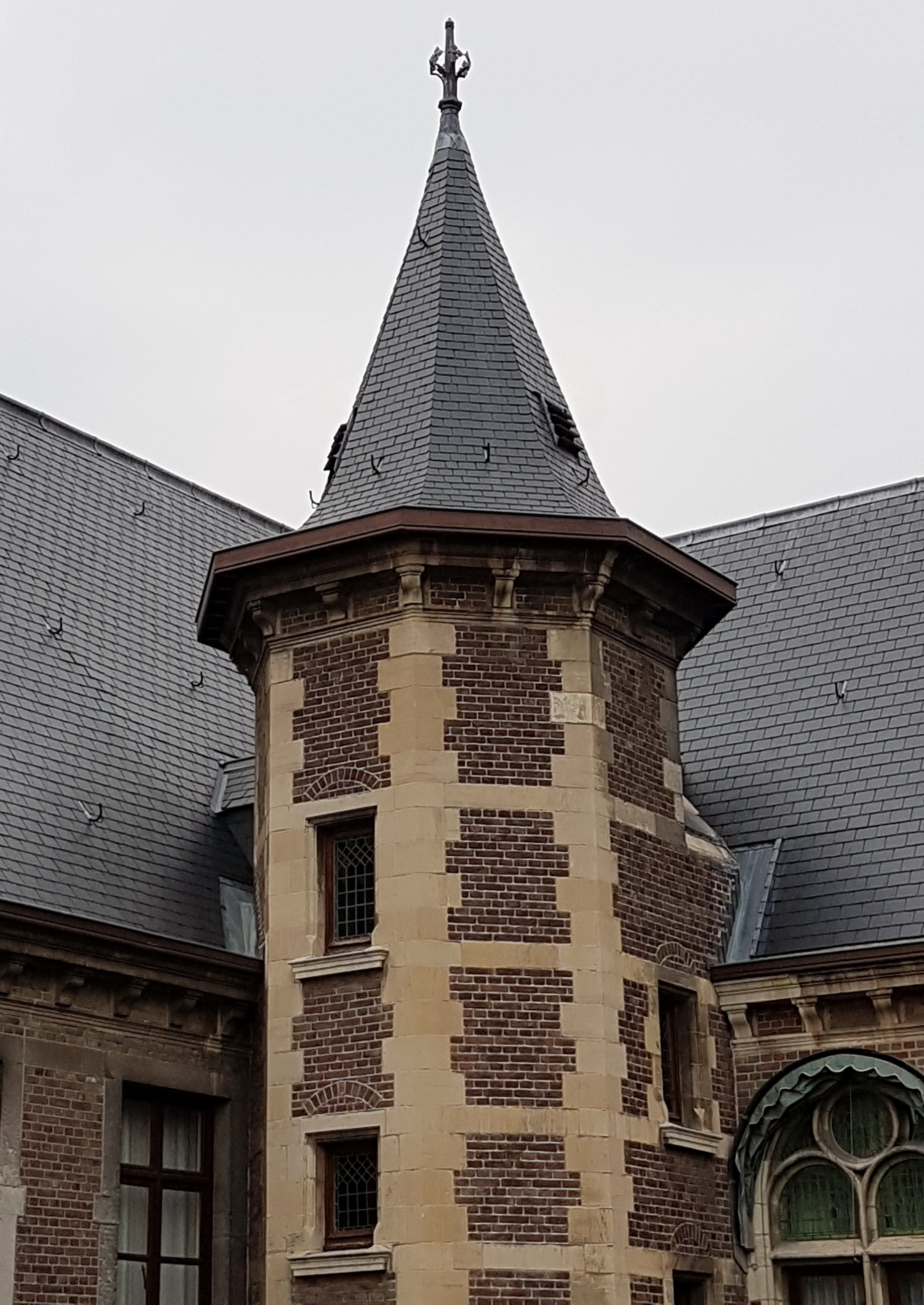
Detail traptoren
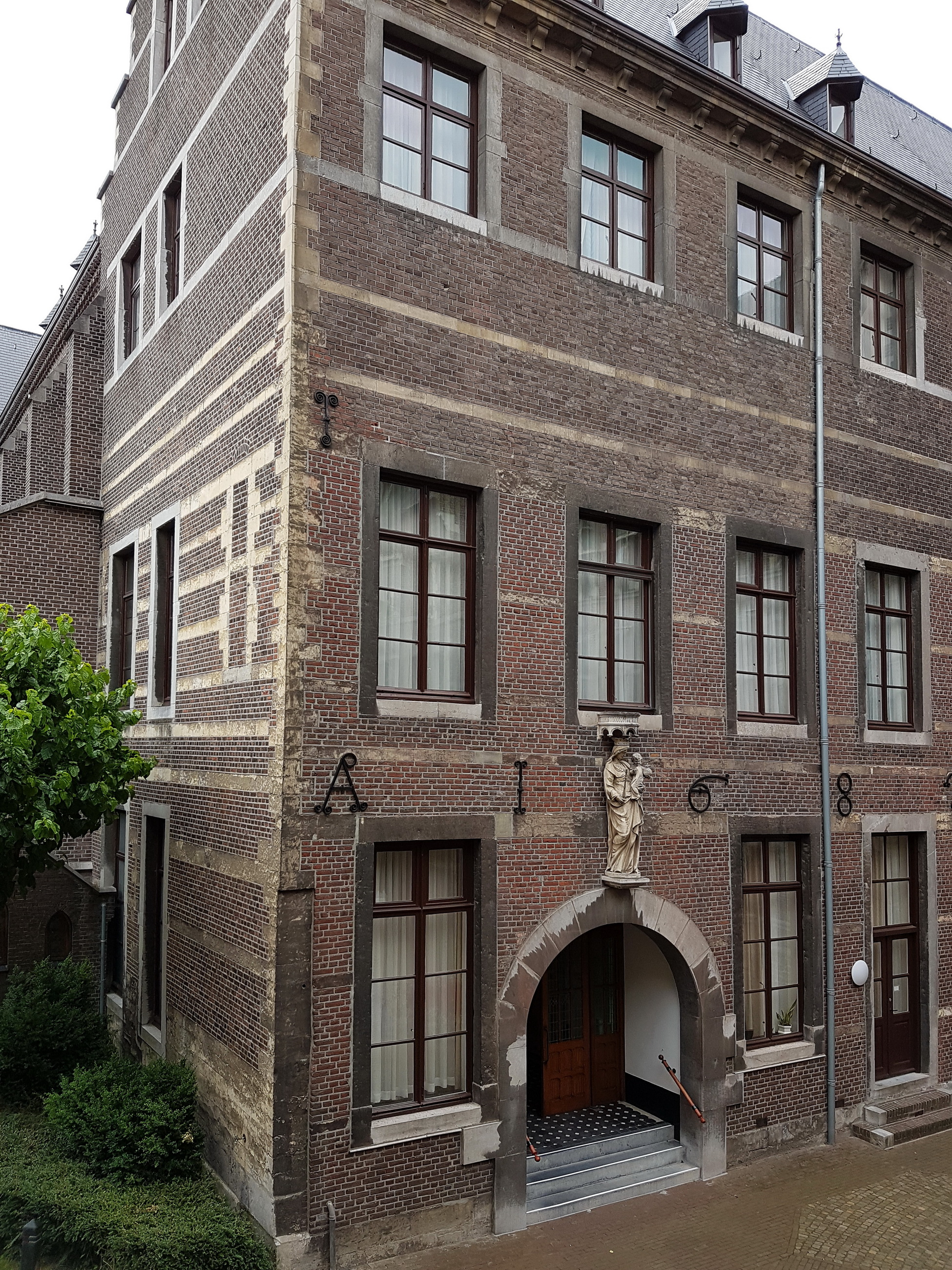
Poortdoorgang naar de kloosterkerk
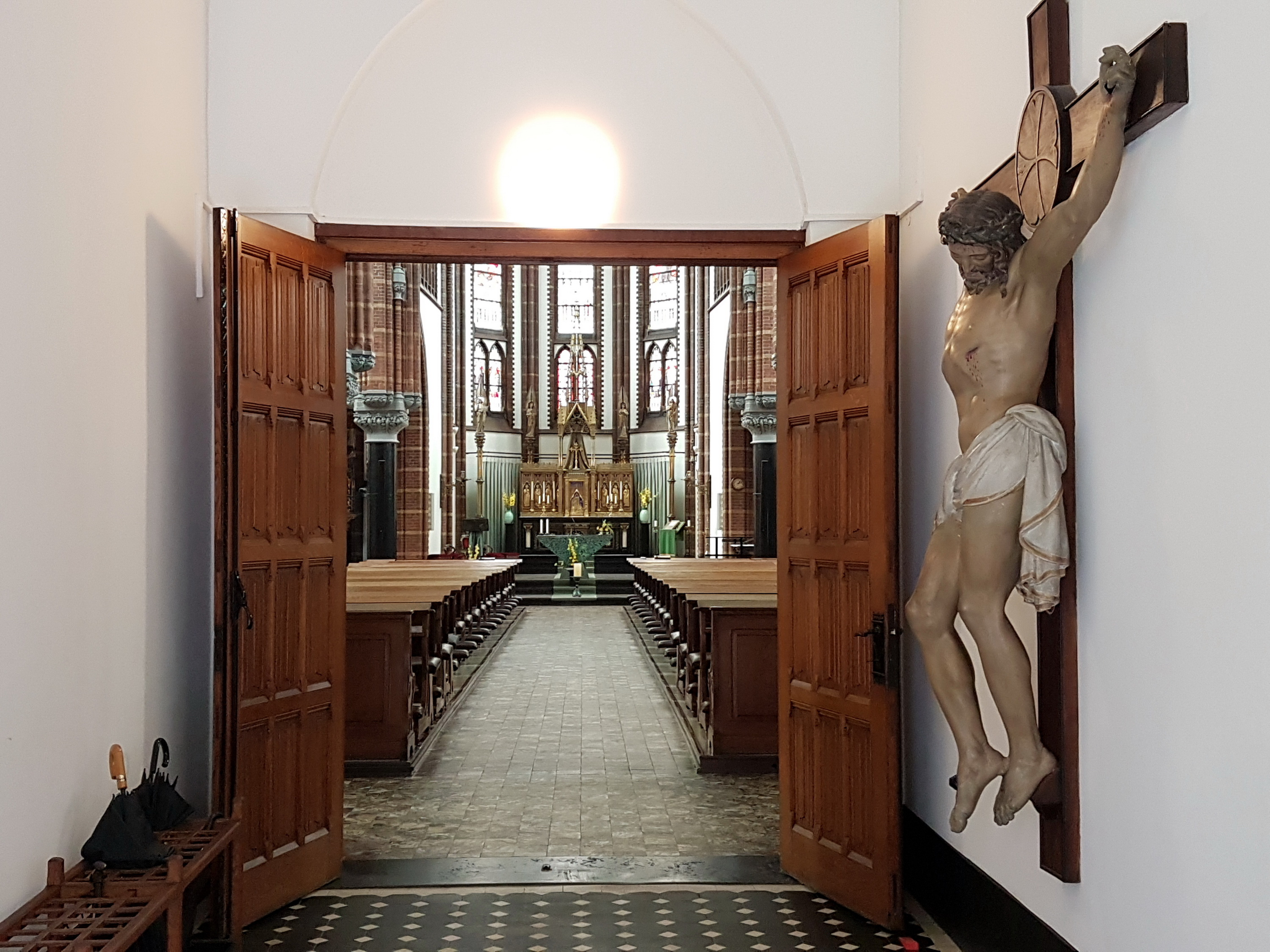
Voorportaal van de kloosterkerk

## Trivia
- De proosdij was de bewaarplaats van de kopieën van het archief van de Sint-Servaaskerk, waarvan de originelen op de bovenverdieping van een kerkportaal bewaard werden.[3]
- Bij de steunbogen tussen de Sint-Servaaskerk en de proosdij werd op 9 september 1827 een vondeling ontdekt. De baby kreeg de naam Servaas Boogen en was de stamvader van een Limburgse familie.[8]